# Съединителна тъкан
Съединителната тъкан е една от четирите вида тъкани в традиционните класификации в биологията (другите три са епителна, мускулна и нервна тъкан). Тя до голяма степен е категория на изключване, а не на точна дефиниция, но има някои характеристики, които са общи за повечето тъкани в тази категория:
- има структурна и опорна функция;
- произлиза от мезодермата (с някои изключения);
- до голяма степен се характеризира от свойствата на неживата тъкан.

Съединителната тъкан е изградена от различни по строеж и функция клетки и голямо количество междуклетъчно вещество. В него се намират влакнести структури – колагенови влакна от белтъка колаген и еластични влакна от белтъка еластин. В зависимост от строежа и броя на клетките, както и от строежа на междуклетъчното вещество се различават няколко вида съединителна тъкан.
Съединителна тъкан изгражда стените на кухите вътрешни органи (стомах, черва, черен дроб, бъбреци) и кръвоносните съдове, осъществява свързването между тях и участва в изграждането на ставите, сухожилията и кожата. Мастната тъкан е вид съединителна тъкан, чиито клетки са изпълнени с мазнини. Мастна тъкан има под кожата, около някои вътрешни органи и на други места по тялото. Костите и хрущялите са изградени от съединителна тъкан, съдържаща твърдо междуклетъчно вещество. Кръвта, хрущялите и костите обикновено се смятат за съединителна тъкан, но тъй като се различават толкова съществено от другите тъкани от този клас, изразът „същинска съединителна тъкан“ се използва, когато те трябва да се изключат. Има разлики и в класификацията на ембрионните съединителни тъкани. По-долу те ще бъдат смятани за трета отделна категория.

## Класификация
Съединителна тъкан с опорна и механична функция.
- Уплътнена съединителна тъкан – богата е на аморфно вещество и влакнесто междуклетъчно вещество.
- Хрущялна тъкан – изгражда хрущялните връзки между костите. Основни клетки са хондроцитите и хондробластите. Основно вещество на тази тъкан е белтъкът колаген.
- Костна тъкан – има защитна функция, изгражда костите.

Съединителна тъкан със свързваща, трофична и защитна функция.
- Кръв – пренася различни вещества в организма, като хормони, въглероден диоксид, кислород и др. Основен компонент на кръвта са червените кръвни телца. Освен това спомага за поддържането на хомеостазата.
- Ретикуларна съединителна тъкан – това е мрежеста съединителна тъкан, изградена от ретикуларни фибрили (най-вече от колаген тип III).
- Мастна тъкан – бива бяла и кафява мастна тъкан. Основната ѝ функция е енергиен запас за организма и топлоизолация. Основните клетки на тази тъкан са липоцитите още познати като адипоцити.